# Бахмут (Калараський район)
Бахмут (рум. Bahmut) — село у Калараському районі Молдови. Адміністративний центр однойменної комуни, до складу якої також входить село Бахмут.

## Населення
За даними перепису населення 2004 року у селі проживали 1226 осіб.
Національний склад населення села:
| Національність       | Кількість осіб | Відсоток   |
| -------------------- | -------------- | ---------- |
| молдавани румуни     | 1190 10        | 97,1% 0,8% |
| українці             | 11             | 0,9%       |
| росіяни              | 11             | 0,9%       |
| болгари              | 2              | 0,2%       |
| інша / без відповіді | 2              | 0,2%       |
| Всього               | 1226           | 100%       |